# David Olive
David Ian Olive (* 16. April 1937 in London; † 7. November 2012 in Cambridge) war ein britischer theoretischer Physiker, der sich mit Elementarteilchenphysik beschäftigte.
Olive studierte an der Universität Edinburgh und der Universität Cambridge, wo er nach seiner Promotion sechs Jahre als Dozent tätig war. Danach war er sechs Jahre am CERN und später am Imperial College London, wo er Professor wurde. Nach 15 Jahren am Imperial College wurde er 1992 Professor am University College of Swansea, wo er 2004 emeritierte. Olive war auch Gastprofessor an der Princeton University und der University of California, Santa Barbara.
In den 1960er Jahren beschäftigte er sich mit analytischer S-Matrix-Theorie und ist Mitverfasser eines Standardwerks über dieses Gebiet. Seine Arbeit mit Gliozzi und Joel Scherk in den 1970er Jahren lieferte überzeugende Argumente für das Vorhandensein von Raum-Zeit-Supersymmetrie in der Theorie fermionischer Strings (NSR String). Mit Peter Goddard, Jean Nuyts und Claus Montonen untersuchte er um 1977 auch magnetische Monopole und ihre (elektro-magnetischen) Dualitäten (Montonen-Olive-Dualität). Dieses Dualitäts-Konzept wurde später in der „zweiten Superstring-Revolution“ in den 1990er Jahren wichtig (S-Dualität). In Zusammenarbeit mit Goddard untersuchte er außerdem die Darstellung den Stringtheorien zugrundeliegender unendlich dimensionaler Algebren.
Olive war Fellow der Royal Society in London. 1997 erhielt er mit Peter Goddard die Dirac-Medaille (ICTP). Er war CBE.
Zu seinen Doktoranden zählte Neil Turok.

## Schriften
- mit Abraham Pais, Maurice Jacob, Michael Atiyah „Paul Dirac – The Man and his Work“, Cambridge University Press, 1998 (Kapitel über magnetisches Monopol)
- mit Goddard (Herausgeber) „Kac-Moody and Virasoro Algebras- a reprint volume for physicists“, World Scientific 1988
- mit Richard J. Eden, Peter Landshoff, John Polkinghorne „The Analytic S-Matrix“, Cambridge 1966, 2002